# Història de la robòtica
La història de la robòtica explica el procés des de les primeres màquines automàtiques fins als robots més moderns.

## Primers autòmats
Al segle iv aC abans de Crist, el matemàtic grec Arquites de Tàrent construí una au mecànica que funcionava amb vapor i que la nomenà "El colom". També l'enginyer Heró d'Alexandria (c. 10-70 dC) creà nombrosos dispositius automàtics que els usuaris podien modificar i descrigué màquines accionades per pressió d'aire, vapor i aigua. A més, l'estudiós xinès Su Song aixecà una torre de rellotge l'any 1088 amb figures mecàniques que tocaven les campanes de les hores.
Al-Jazarí (1136-1269), un inventor musulmà de la dinastia Artuqid, va dissenyar i construir una sèrie de màquines automatitzades, entre els quals hi havia útils de cuina, autòmats musicals que funcionaven amb aigua, i l'any 1206 els primers robots humanoides programables. Les màquines tenien l'aspecte de quatre músics a bord d'una barca en un llac, entretenint els convidats en les festes reials. El seu mecanisme tenia un tambor programable amb clavilles que xocaven amb petites palanques que accionaven els instruments de percussió. Podien canviar-se els ritmes que tocava el timbaler movent les clavilles.

## Models moderns primitius
Leonardo da Vinci (1452-1519) va dissenyar els plànols per a un robot humanoide al voltant del 1495. Els quaderns de l'artista, contenen dibuixos detallats d'un cavaller mecànic conegut actualment com el robot Leonardo,que podia asseure's, aixecar els braços i moure el cap i la mandíbula. El disseny es basava probablement en la investigació anatòmica registrada en el seu Home de Vitruvi. Es desconeix si es va intentar construir el mecanisme.
Els anys 1738 i 1739, Jacques Vaucanson exposà diversos autòmats de mida natural: un flautista, un músic amb una caramella i un ànec. L'ànec mecànic podia moure les ales, el coll i podia menjar de la mà de Vaucanson, per a després fer la impressió de digerir el menjar, excretant una substància emmagatzemada en un compartiment amagat.
A més el Karakuri zui (Maquinària il·lustrada. de 1796) descriu complexos animals i joguines mecàniques construïts al Japó el segle xvii.

## Desenvolupament modern
L'artesà japonès Hisashige Tanaka (1799-1881),conegut com l'"Edison japonès", creà una sèrie de joguines mecàniques extremadament complexes, algunes de les quals servien te, disparaven fletxes retirades d'un buirac i inclús traçaven un kanji (caràcter japonès).
Per altra banda, des de la generalització de l'ús de la tecnologia en processos de producció en la Revolució Industrial s'intentà construir dispositius automàtics que ajudessin o substituïssin l'home. Entre ells van destacar els Jaquemarts, ninots de dos o més posicions que colpegen campanes, accionats per mecanismes de rellotgeria xinesa i japonesa.
Robots equipats amb una sola roda foren utilitzats per a portar a terme investigacions sobre conducta, navegació i planeig de ruta.Quan van estar llestos per intentar novament amb els robots caminants, començaren amb petits hexàpodes i altres tipus de robots de múltiples potes.